# Scelotes limpopoensis
Scelotes limpopoensis là một loài thằn lằn trong họ Scincidae. Loài này được Fitzsimons mô tả khoa học đầu tiên năm 1930.